# Mick Cronin (rugby à XIII)
Pour les articles homonymes, voir Mick Cronin et Cronin.
Pas d'image ? Cliquez ici

a Compétitions nationales et continentales officielles uniquement.

b Matchs officiels uniquement.
Michael William "Mick" Cronin (né le 28 juin 1951 en Nouvelle-Galles du Sud à Gerringong ou Kiama) est un entraîneur et ancien joueur australien de rugby à XIII. Il était le buteur de l'équipe nationale d'Australie de rugby à XIII. Il a joué dans 22 tests dont 11 matchs de coupe du monde entre 1973 et 1982. Il détient le record de points marqués par un joueur pour l'équipe nationale australienne. En 2007, il a été introduit au temple de la renommée du rugby à XIII australien. Il a été par 5 fois, meilleur marqueur du championnat australien (1977, 1978, 1979, 1982, 1985). En 1977 et 1978, il a été élu meilleur joueur du championnat australien. En 1985, il reçoit, l'ordre du mérite australien. En 2008, il est nommé dans les 100 meilleurs treizistes australiens du siècle. Un tribune porte son nom au Parramatta Stadium. Il a gagné par 4 fois le championnat australien avec les Eels de Parramatta (1981, 1982, 1983, 1986). Il détient toujours le record de points marqués par un joueur pour les Eels.